# Gå på plankan

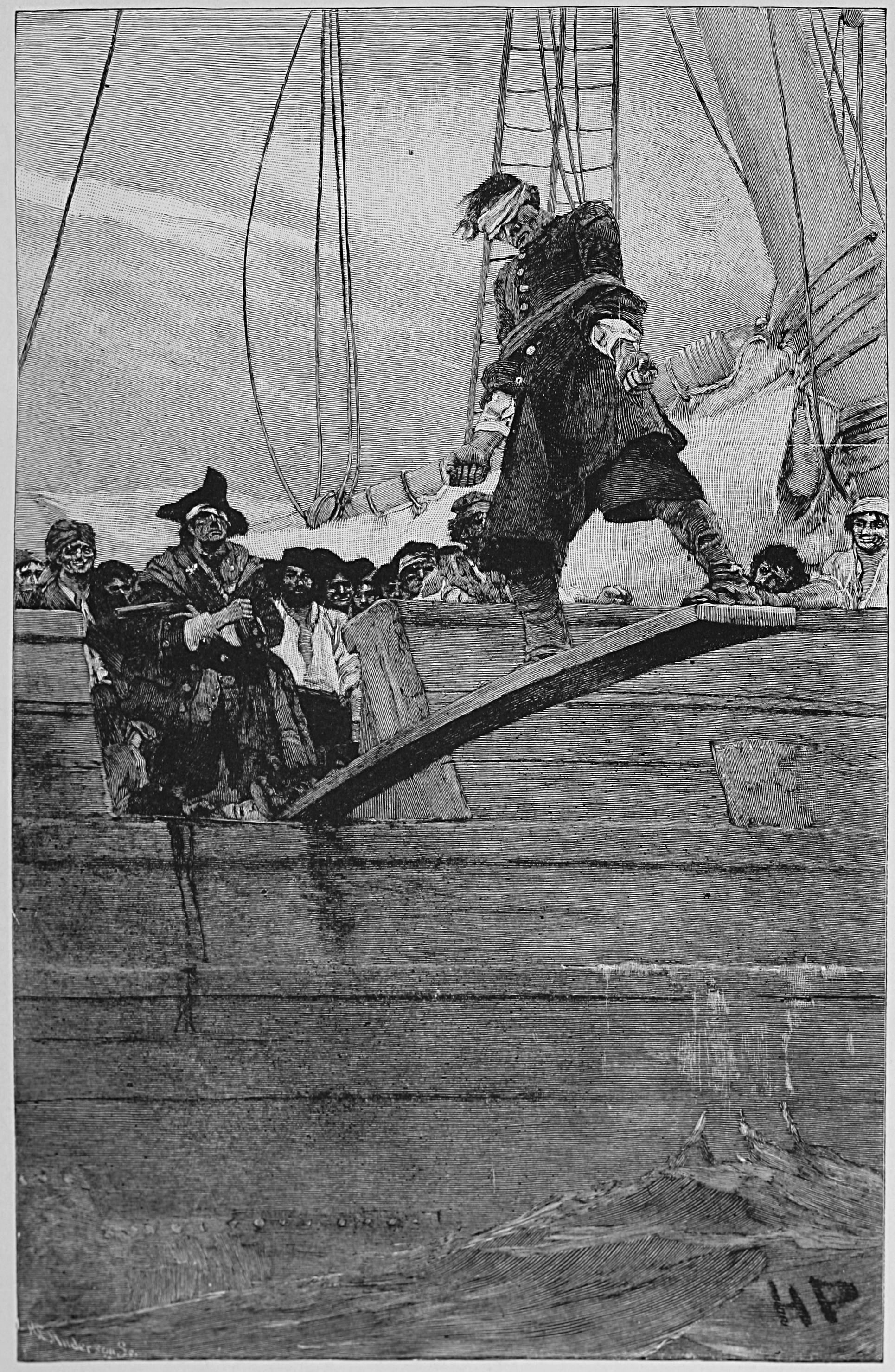
Piratfånge som tvingas gå på plankan, gestaltat av Howard Pyle.

Att gå på plankan (eller gå plankan) är en vanlig avrättningsmetod inom fiktiva berättelser med pirattema. Det har spekulerats kring om avrättningsmetoden förekom i verkligheten, och hur vanlig den i så fall var. Det finns mycket lite dokumenterat som kan tyda på att verkliga pirater avrättade fångar genom att låta dem gå på plankan, och om metoden förekom i verkligheten så var det en sällsynt metod. Föreställningen om att pirater brukade tvinga fångar att gå på plankan kan till största delen istället tillskrivas pirathistorier och modernare populärkultur.

## Gå på plankan i berättelser, litteratur och film
Den som skulle gå på plankan skulle ha bundits med händerna på ryggen och eventuellt försetts med ögonbindel, och sedan skulle en lång planka lagts ut över fartygskanten, så att den bildade ett slags halv bro. Efter detta tvingades den som skulle avrättas, att gå ut på plankan mot en säker död, då hajar och annat väntade hungrigt där nere i havet, eller för att möta döden genom drunkning. Mera sällan skulle blyklossar ha fästs vid den dömdes fötter för att försäkra att personen skulle dö genom drunkning, men detta är som sagt, ovanligt förekommande bland berättelserna.
Många författare har skrivit om denna avrättningsmetod, en av dem var den skotske författaren Robert Louis Stevenson, författare till berättelsen Skattkammarön, där goda och onda pirater förekommer i ett klassiskt buckanjär-manér.

## Begreppets ursprung
Den äldsta dokumentationen av uttrycket "gå på plankan" (engelska "walk the plank") är från senare 1700-talet, då det återfinns i en engelsk ordbok från 1780-talet. Från 1820-talet finns några få notiser om pirater som skulle ha tvingat sina fångar att gå på plankan.